# Manchesteri hajócsatorna
A Manchesteri hajócsatorna (angolul Manchester Ship Canal) a Brit-sziget leghosszabb, tengerjáró hajók által is járható mesterséges hajózócsatornája Északnyugat-Angliában, amely 57 km hosszan húzódik a Mersey torkolata és a manchesteri Trafford városrész dokkjai között.

## Története

### A csatorna építésének oka

A csatorna térképe. A Manchesteri hajócsatorna gyakorlatilag Liverpoolt köti össze Manchesterrel

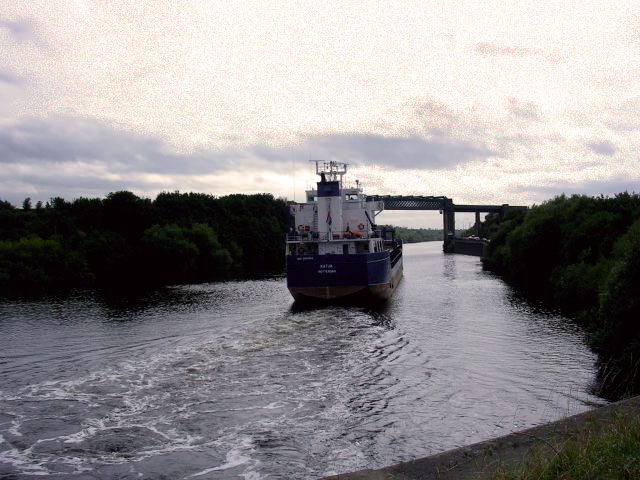
Hajó a csatornában

Manchester városa a 19. században igazi ipari központtá vált. A város textilgyárai, kohói, ipari üzemei ontották magukból a Brit Birodalom távoli részeibe szállítandó termékeket. Maga Manchester város nem rendelkezett tengeri kikötővel, ezért a liverpooli dokkokat vasútvonalakkal kötötték a manchesteri ipari zónához. A liverpooli kikötő üzemeltetői azonban az évek során egyre magasabbra emelték a kikötő használatának díját. Nyerészkedésük odáig fokozódott, hogy olcsóbb volt a Manchestertől 180 kilométernyire keletre lévő Hull város kikötőjébe szállítani a tengerre szánt árukat, semmint a szomszédos liverpooli dokkokba. A magas árak arra késztették a manchesteri iparmágnásokat, hogy lehetőségeket keressenek a liverpooli kikötő kiváltására.
Az 1880-as évek visszaesése után újra felpezsdült a brit ipar. Manchester gyáripara profitot remélt a gazdasági expanzióból, de a gyáriparosok tartottak tőle, hogy a gyáraik által termelt hasznot a liverpooli kikötő fölözné le. Az 1890-es évek elején született meg a radikálisan újszerű elképzelés, miszerint Manchester saját tengeri kikötőt épít külvárosában, légvonalban 50 kilométernyire a tengertől. Az új kikötőt egy tengerjáró hajók által járható csatorna kötötte a Liverpooltól délre fekvő öbölhöz.

### Az építkezés
1882. január 1-jén Daniel Adamson vállalkozó találkozóra hívta a manchesteri iparvállalatok képviselőit. E találkozó eredményeként jött létre a Manchesteri Hajócsatorna Társaság. A terv kivitelezéséhez megszerezték az angol parlament hozzájárulását is.
Az építkezést a hosszas előkészítő munkák után az 5 millió fontra tőkésített társaság 1887. november 11-én kezdte meg. Építésvezetőnek a kor ünnepelt angol mérnökét, Thomas Walkert kérték fel. Ő úgy tervezte, hogy a csatorna teljes hosszában 4 és fél év alatt, 5,5 millió fontból készül el.
Az építkezés azonban a csatornaépítéseknél szokásos nehézségekbe ütközött. A költségeket Walker messze alultervezte, az egész építkezés 15 millió fontba került az eredetileg tervezett 5,5  millió helyett. Mindeközben 173 gőzmozdony, 6300 vasúti kocsi, 100 földmaró gép és 16 000 férfi dolgozott a csatornán. Hatalmas pluszterhet jelentett a csatorna vonalát keresztező vasúti hidak magashíddá való átépítése, hogy azok alatt a magas tengeri hajók áthaladhassanak. A munkákat hátráltatta a rossz talaj és az állandóan zuhogó esők. Végül Manchester város tanácsa mentette meg a projektet a bukástól, amikor Walker váratlan halála után 5 millió fonttal beszállt a csatornatársaságba. A Manchesterig vezető víziút végül 1894-ben nyílt meg.

### A csatorna a 20. század első felében
Az első világháború idejére a manchesteri dokkok Nagy-Britannia negyedik legnagyobb kikötőjévé nőtték ki magukat. Nagy-Britannia exportjának 5%-a haladt át a csatornán. Létezése felpezsdítette a gazdasági életet. A kikötői szolgáltatások ára zuhant, olcsóbb lett az export. Cégek tucatja települt Manchesterbe.
A tervezők eredetileg úgy tervezték, hogy a csatorna a Szuezi csatornához hasonlóan igény szerint mélyíthető és bővíthető lesz majd. Még a második világháború idején is mindössze 6 olyan hajó létezett a világon, amelynek mérete meghaladta a csatorna áteresztő képességét.

### A csatorna fejlődése napjainkig
A 20. század második fele már a csatorna hanyatlásának időszaka. A válságot kiváltó okok közül a hajók méretének növekedése volt a legfontosabb. Az új típusú tengerjárók már túl nagy merülésükkel nem tudták elérni Manchestert. Az 1960-as években a város környékének nehézipari és bányavállalatai, illetve a textilüzemek egyre súlyosabb válságba kerültek, legtöbbjük termelését leállították. A beszállítóikat elvesztett kikötőgazdák bezárták a csatorna menti rakpartokat. Az utolsó koporsószeg a konténerek elterjedése volt.
Manchester városban az 1970-es években megszűnt a kikötői tevékenység, míg a csatorna vonalán csak nagyon specializált szolgáltatások (pl: bizonyos kőolajszármazékok bértárolása, kénsavgyártás) maradtak fenn. Mára a víziút csak Manchester határáig járható tengeri hajókkal.
Egyre növekszik viszont a csatorna idegenforgalmi jelentősége. Évente 120 000 kiránduló hajózik, kis bérelhető bárkákkal a csatorna felsőbb szakaszán, néha még ma is feltűnő óceánjárók között. Ebben fontos szerepet játszik, hogy a csatorna nem állami tulajdon, még ma is az építtető társaság üzemelteti, aki üzleti érdekből ösztönzi a víziút jobb kihasználását.

## Technikai adatok
| Hossz:                | 57 km                                   |
| A víztükör szélessége | 50-200 méter (legszűkebb a hidak alatt) |
| A hajóút szélessége   | 50-80 méter                             |
| Mélység               | 10 m                                    |

| Hajó hossza | Hajó szélessége | Hajó víztükör feletti magassága | Merülés |
| ----------- | --------------- | ------------------------------- | ------- |
| 218 méter   | 30 méter        | nincs megkötés                  | 11      |

| Hajó hossza | Hajó szélessége | Hajó víztükör feletti magassága | Merülés |
| ----------- | --------------- | ------------------------------- | ------- |
| 182 méter   | 30 méter        | 40 méter                        | 8 méter |